# Cá đục bạc
Cá đục bạc, tên khoa học Sillago sihama, là một loài cá biển trong họ Sillaginidae.
Loài này phân bố ở khu vực Ấn Độ-Thái Bình Dương từ Nam Phi ở phía tây Nhật Bản và Indonesia ở phía đông, cũng trở thành một loài xâm lấn đến Địa Trung Hải qua kênh đào Suez. Chúng sinh sống ở vùng ven biển đến 60 m, nhưng thường được tìm thấy trong vùng nước nông xung quanh vịnh và cửa sông, thường vào nước ngọt. Đó là một động vật ăn thịt, ăn nhiều loại giun nhiều tơ và động vật giáp xác. Loài cá này có tầm quan trọng kinh tế lớn trên khắp Ấn Độ-Thái Bình Dương.